# Elsevier
Elsevier és una editorial neerlandesa que publica llibres científics i de medicina. Forma part del grup Reed Elsevier. Té la seu a Amsterdam amb operacions comercials a tot el món.
Elsevier pren el seu nom de l'editorial històrica dels Països Baixos Elzevier que va ser fundada el 1580 per Lodewijk Elzevier (1542-1617), que vivia a Leiden.
La companyia Elsevier va ser fundada el 1880. Entre les seves produccions hi ha revistes com The Lancet i Cell, llibres com Anatomia de Gray, el ScienceDirect i altres. Recentment Elsevier ha llançat la base de dades de citacions Scopus i l'eina de col·laboració lliure científica 2collab.
Elsevier publica 250.000 articles a l'any en més de 2.000 revistes.
Entre 2000 i 2005 retirà sis revistes defraudadores.
L'any 2015 l'editorial va presentar una querella a Nova York contra Sci-Hub al·legant infraccions de drets d'autor per part del lloc web creat per Alexandra Elbakyan.
L'agost de 2017 adquirí l'empresa Bepress, i així Elsevier controla a partir d'aleshores un sistema d'informàtica al núvol de repositoris institucionals.